# Homoranthus lunatus
Homoranthus lunatus är en myrtenväxtart som beskrevs av Lyndley Alan Craven och S.R.Jones. Homoranthus lunatus ingår i släktet Homoranthus och familjen myrtenväxter. Inga underarter finns listade i Catalogue of Life.